# 散りぬるを (小説)
『散りぬるを』（ちりぬるを）は、川端康成の短編小説。実際に起きた殺人事件の犯罪記録を素材に潤色した小説である。川端自身の自己評価が高かったものの、川端文学の中では異色作であったため、あまり本格的に取り上げられることの少なかった作品であるが、1990年代以降には、転換期の作品という側面以外にも、様々な角度からの論究がなされて注目度が増した小説である。
女弟子2人が殺され、犯人も獄死してしまった5年前の殺人事件に思いを巡らす小説家の「私」が、残された聴取書・予審終結決定書の記録と、当時の自身の記憶や現在の感慨などを複雑に交錯させる中、永遠の不可知でしかない事件の真相や3人の心理などの深淵を探ることの不毛性を示唆しながら、犯人と取調官の「合作の小説」にすぎない公判記録の虚構性を認識すると同時に、それに導かれ綴られていく自身の手記（小説）もまた言葉の虚構にすぎないと認識する小説家としての意識が描かれている。

## 発表経過
1933年（昭和8年）の『改造』11月号（第15巻第11号）に「散りぬるを」と題して第一回が掲載され、翌月の『文學界』12月号（第1巻第3号）に続篇の「瀧子」が掲載された。そしてその翌年の1934年（昭和9年）の『改造』5月号（第16巻第6号）に第三回の続篇「通り魔」が掲載された。この「通り魔」には一部分に伏字がある。
単行本刊行は、1935年（昭和10年）5月20日に野田書房より800部数限定で刊行された『禽獣』に収録され、翌1936年（昭和11年）12月27日に改造社より刊行の『花のワルツ』にも収録された。
単行本収録に際しては、『改造』掲載の第一回「散りぬるを」での中盤のやや理屈っぽい部分を大幅に削除し、末尾の一節も削除されている。大幅に削除された中盤の部分は、「睡眠火山」「睡眠口座」「睡眠」「惰眠」などの意味を百科辞書で調べて長く引用し、「睡眠」「惰眠」に関しては阿毘達磨倶舎論と絡めて引用した説明箇所も含まれ、眠っていた2人の女体を火山に喩えて叙述している部分もある。

## あらすじ
5年前の8月1日、小説家の「私」の弟子だった瀧子と蔦子が就寝中に殺された。彼女らと冗談を言い合う仲だった元乗合自動車の運転手で失業者の山邊三郎が4日にすぐに逮捕され無期懲役となったが、その三郎も2年前に獄死した。当時、事件後の現場を目にし、決して極楽往生の死に方ではなかった彼女らを早々に荼毘に付して骨も拾った「私」だったが、彼女らの若さの記憶はまだ「私」の中に残っている。5年経った今、「私」は当時借覧して自分のノートに写し取っておいた精神鑑定人・警部・検事の聴取書や予審終結決定書などを読みながら、三郎の自白や事件の真相を様々に考察し、改めて瀧子と蔦子のことを思い出し手記として綴っていく。
小説家志望だった瀧子は「私」の家に約1年間居候し、その後、蔦子が「私」の元に弟子入り志願に来たため、「私」は2人が住む家を借りてやり、そこで2人は同居生活をしていた。一方、三郎は「私」の家と、瀧子らの住む家との間を往来していた乗合自動車の運転手だった男で、瀧子たちの家の近くの雑貨屋の2階に間借りしていた。三郎は瀧子たちと仲良く、彼女らの家に遊びに行くこともあったらしいが、瀧子と蔦子は「私」には三郎のことは何も話していなかった。三郎と彼女たちの間には恋愛関係はなく、単に世間話や冗談を言い合うというだけの仲だった。検死の結果も彼女らは2人とも処女であった。
公判では、三郎の手にしていた短刀が瀧子の胸に刺さってからの状況は、意識溷濁の中での犯行とされ、動機は彼女たちを驚かすために強盗を装ったという、ほんの戯れに近いものだった。夜、彼女たちが住む家に闖入した三郎は、寝ていた瀧子の上に跨がり、右手で彼女の胸に短刀を突きつけながら、左手で彼女の肩を叩いて眼を覚まそうとしたが、驚いた瀧子が急に体を起したため短刀が偶然に突き刺さってしまったのだという。吹き出した血に気が動転してしまった三郎は意識溷濁の中、瀧子を絞殺したという経緯だった。
瀧子の傷口を見て驚いた時、隣で寝ていた蔦子が目を覚まし寝返って三郎の方を見たが、「三郎さんおどろかしちゃいやよ、私眠いから寝るわ」と再び寝てしまったとされ、三郎はその蔦子に騒ぎ立てられては困ると考え、蔦子に猿轡をはめ両手を縛ってから、瀧子を絞殺した後、その横で少し眠り、近所の赤ん坊の泣声や牛乳屋の音がした明け方近くに今度は蔦子を絞殺したと調書には書かれてあった。その動機や犯行の経緯の不可解さから精神鑑定がなされ、その結果、三郎は一種の「変質者」と判定され、「軽度の変質殊にヒステリー性性格を有する異常人格者」と診断された。
「私」は当時、事件現場の彼女たちの凄惨な死に様を目にしていたため、当初は三郎の自白調書の中でみられる彼女たちの無抵抗が信じられず、複数の取り調べの記録の細かな差異や矛盾が気にかかり、三郎の自白も聴取者によって微妙に細かな点が変化していることから、それらの記録も所詮は犯人の三郎、法官その他の人々によって書かれた「合作の小説」であろうと考える。
そして、それらの記録書を手がかりにして、様々に思いを巡らし三郎の犯行に「生に媚びよう」とした「寂しさの極み」を看取する「私」の手記もまた、裁判記録から導かれた「小説」だと「私」は認識する。また、瀧子の死体の臨検写真には、彼女の書いた、親兄弟や友達や恋人に対する無条件・無制限の愛情にあふれた「正視に耐えない」小説と同様の彼女の「あらわな生命」が現れ、それを写し出す感情のない機械（写真機）に「神の目」をみる「私」でもあった。その一方で、三郎の心理を「底抜けの寂しさ」と推察する感傷を持ち、この殺人事件を、彼ら3人の生活に何の関係もない「ぽかりと宙空に浮んだもの」「根も葉もない花だけの花」という風な小説にもできない三文作家の自身を「小説家という無期懲役人」だと「私」は自覚する。
結局は、訴訟記録の内容に負うところが多い自身のこの手記もまた「小説」であるため、自分も、犯人や法官などの共同小説の合作者の一員として加えてもらいたい旨を「私」は最後に記し、瀧子、蔦子、獄死した三郎、3人の「色は匂へど散りぬるを」の霊を弔いたい微意で、この1篇の小説を草したことを結びとした。

## 登場人物
私
小説家。5年前は34歳。小説家志望の瀧子と蔦子を弟子にし、彼女ら2人の住む家を借り生活の面倒を見ていた。どちらを愛人にしようかと空想していたこともあった。「通り魔」的な三郎に彼女たちを奪われ、口惜しさや嫉妬も感じる。
女房
「私」の妻。蔦子を妹のように可愛がっていた。瀧子と蔦子が死んだ後、「私」が急に老けていくのではないかと指摘する。
地香河瀧子
親に認められて文学の勉強のために上京し、小説家を目指して「私」の元に弟子入りしていた。陽気で冗談好き。瀧子の書く小説は女性特有の底なしの愛情がそのまま出ているような落書的なもので、「私」にとってそれは「女のありがたさ」が生のまま出ているというだけで、彼女自身に文学者の資質がないものと見ていたが、瀧子はその外交的で気の利く性格から「私」の秘書的な役割をしていた。5年前は23歳。
鹿野蔦子
瀧子のあとから、小説家を目指して「私」の元に来た。生れは京都だが、孤児となって徳島の遠縁の家に引き取られて女学校を卒業。瀧子に比べると清楚で生活力が弱く純潔で脆そうな娘。ほとんど身の上話をせず謎や影があった。家出してきたとみられる蔦子の徳島の親戚の家は「私」が蔦子を弟子にする前に照会の手紙を出しても何の応答もなく、蔦子が死んでからも遺骨の引き取りも何の挨拶もない。5年前は21歳。
山邊三郎
未亡人となって看護婦をしていた母の私生児として生れる。母は父親が誰なのか頑として言わなかった。7、8歳の頃に母と死別し、叔父（母の弟）を養父として祖母に引き取られて育つ。幼い時は大人しかったが情緒不安定なところがあった。実業学校を退学後に家出をし、転職を重ねた後に乗合自動車会社に勤務した。
「私」の家と瀧子・蔦子の家を往来する乗合自動車の運転手をし、瀧子らの家の近くの雑貨屋の2階に住んでいたが、車掌との仲を同寮に疑われて退社。その後は職を転々とし、養父からは勘当同然に見放される。祖母の家に寝泊まりしているところを養父に見つかって逃げ、雑貨屋の所に来た日の夜に、瀧子らの家に立ち寄り、風呂から帰ってきた彼女らを玄関の土間で「わあっ」と大声で脅かしてふざけて笑い合った後に祖母の元に帰ろうと外を出るが、その深夜に再び彼女らを驚かすため2階の寝室に闖入し犯行に及ぶ。犯行後、汽車で小田原駅まで行って戻って品川をぶらついたり、犯行現場近くをうろついたりした。5年前は25歳。
その他
三郎の養父、三郎の祖母、法官

## 執筆背景
※川端康成の作品や随筆内からの文章の引用は〈　〉にしています（論者や評者の論文からの引用部との区別のため）。

### 実在の殺人事件記録の典拠
『散りぬるを』の題材となった実在の事件は、1928年（昭和3年）8月1日の未明に東京市四谷区新宿一丁目で起きた「女性理髪師二名絞殺事件」である。
『散りぬるを』の作中で叙述されている「調書」や「予審終結決定書」などは、刑事事件の被告人の精神鑑定に長年携わっていた菊地甚一の著書『病的殺人の研究』（南北書院、1931年7月）に書かれている記録を、小説内容の小説家の女弟子という人物設定などのため若干改変しながらも、ほぼそのままの形で参考・引用している。
菊地甚一の『病的殺人の研究』は、過去の事件から10例を取り上げて紹介した書物で、「女性理髪師二名絞殺事件」の被告人（仮名：山川通夫）は、目次の「変質者 その三　二人殺し＝無期懲役」の章で解説されている。山川通夫（仮名）は8月1日に、現場となった△△支店の理髪店に強盗を装って侵入し、2階で睡眠中の2人の女理髪師（18歳と19歳）を絞殺し、8月4日に検挙されて起訴された。
被告人は事件当時、酒気を帯びていたが、知合いの2人の女性を驚かそうとして誤って殺してしまった……という動機が「如何にも理由のないこと」であるため、精神鑑定が行われた。菊地の鑑定では、被告の素質を「平素のヒステリー性変質」とされ、植松七九郎の鑑定では「意思不安定症と称する変質者」という結果となった。
この殺人事件は当時、東京朝日新聞や東京日日新聞などで大きく報じられ、無期懲役となった公判の経過も伝えられた。1930年（昭和5年）1月28日の大審院の判決は、侵入行為と殺人行為との間に「牽連関係」があるとした新しい判旨を含むものとして『大審院刑事判例集 第九巻』に収録され、より詳細な記載も『法律新聞』第3104号（1930年4月10日）で現在でも閲覧できる。
菊地の『病的殺人の研究』は、菊地自身が被告人から聴取し精神鑑定した記録と、刑事・検事らの調書や公判記録とを並置して検討している叙述となっており、川端はその叙述の様式をある程度踏まえてはいるが、川端がその菊地の検討自体も、事件の公判記録と同列に扱っていることも看取される。また、警察などの調書と若干異なる考察を含む菊地の「医学的で客観的な記述」に対して、川端が潤色した『散りぬるを』では、事件の訴訟記録が付帯している虚構性を何度も強調しており、自白の複数の調書間の〈小異〉にこだわり詳細に比較する執拗さもみられる。
さらに、『散りぬるを』に出てくる死体写真に対する具体的な描写は典拠にはなく、公判記録中に「検証調書や現場を撮影した写真によると大分苦んで余程悶掻いた様に思はれるが如何」という質問に対し、被告が「別に抵抗しなかつたと思ひます」と答える程度のやりとりしかなく、女性の形象、被告の心理解釈、〈生命〉という概念などは、川端のオリジナルとなっている。
なお、この当時に多く書かれた川端の他の「実録犯罪小説」群の、『「鬼熊」の死と踊子』（1930年）、『それを見た人達』（1932年）、『田舎芝居』（1935年）、『金塊』（1938年）は、内務省警保局から1927年（昭和2年）7月に刊行された『捜査実例集』を典拠としている

### 犯罪小説・探偵小説の流行
当時は雑誌『新青年』を中心に犯罪を扱った小説が広くあり、谷崎潤一郎も早くから『白昼鬼語』（1918年）、『途上』（1920年）などの犯罪小説を書いていたが、その谷崎のミステリーを愛読し影響を受けた江戸川乱歩が活躍していた時期である。現実社会でも新聞で報じられるような凶悪事件が増えていて、犯罪が都市生活の中で日常化していく「犯罪の非常時」とも懸念された時代でもあった。
そして、『犯罪科学』（武侠社、1930年6月-1932年11月）、『犯罪公論』（文化公論社、1931年10月-1933年10月）などのエログロ的な猟奇雑誌も発行されていて、事実性を装いつつ興味本位の犯罪情報が垂れ流されていた風潮もあり、犯罪に至る人間的な動機の解明（意味づけ）を目的とする、いわゆる定型的な探偵小説の類いが流行していた。
川端の実録犯罪小説は、そうした一般的な探偵小説とは目的や主題が異なることが指摘されており、川端の犯罪小説の場合は、事実を淡々と描写しつつ、「人間の生死について思惟・考察をめぐらせている」特色があり、それら作中に見られる川端の「客観性・傍観者意識」には、川端が本源的に持っている「人生への旅人意識」に依拠するものが看取できる。

### 小説家としての危機意識
この『散りぬるを』が発表される2年前の1931年（昭和6年）の暮あたりから、川端康成の心の〈荒涼〉が見られ始めたことは、川端のいくつかの随筆や書簡などから確認でき、その川端の「生の衰弱」の意識が、『散りぬるを』と同時期に発表された随筆『末期の眼』（1933年12月）を書かせるに至ったことも川端の作品史的な観点から定石となっている。またこの時期、新興芸術派もプロレタリア派も日本の文壇全体が〈一つの整理期に足踏みしてゐた〉という認識を持っていた川端が、自身の生活や文学にもそうしたものを感じた流れで、それまでの自身の歩みを振り返った随筆『文学的自叙伝』（1934年5月）を書かせた様子も指摘されている。
『末期の眼』は、自身の芸術・小説観や死生観を、竹久夢二、古賀春江、梶井基次郎、芥川龍之介などの芸術家の晩年や死に触れつつ語ったものだが、その『末期の眼』や『禽獣』、犯罪小説の『散りぬるを』が発表された1933年（昭和8年）頃が、川端の小説家としての一つの方法発見の転換点となって、その後の1935年（昭和10年）から連載が始まる『雪国』で独自の個性の文学を獲得していった作品史の流れがある。
そして、そこに至るまでの川端の小説作法の変化には、「芸術と生」という二律背反するものについての認識と同時に、詩や絵画とは異なり小説というものに関しては、「生」が衰弱した作家には成就できない芸術分野であるという矛盾的な認識をめぐっての様々な模索が、ヴァレリーの小説論を引用している『末期の眼』から垣間見られることが指摘され、そうした川端の問題意識の模索や小説家としての危機意識が、この時期の小説『散りぬるを』にも内包されているのが看取されている。
そして、この時期に以下のように吐露された川端の〈胸の嘆き〉は、子供の感性で書いた『十六歳の日記』の〈子供のものとは思へぬ強い正確な筆致〉で祖父を写生した頃の「生活と詩が堅く結びついた場所」から遠く離れてしまったという意識からも来ているものだとも指摘されている。
私は常に文学の新しい傾向、新しい形式を追ひ、または求める者と見られてゐる。新奇を愛好し、新人に関心すると思はれてゐる。ために「奇術師」と呼ばれる光栄すら持つ。（中略）相手は軽蔑を浴せたつもりであらうが、私は「奇術師」と名づけられたことに北叟笑んだものである。盲仙人の一人である相手に、私の胸の嘆きが映らなかつたゆゑである。彼が本気でそんなことを思つたのなら、私にたわいなく化かされた阿呆である。とはいへ、私は人を化かさうがために、「奇術」を弄んでゐるわけではない。胸の嘆きとか弱く戦つてゐる現れに過ぎぬ。—川端康成「末期の眼」

## 作品評価・研究
※川端康成の作品や随筆内からの文章の引用は〈　〉にしています（論者や評者の論文からの引用部との区別のため）。
『散りぬるを』は、川端康成が1930年（昭和5年）から1935年（昭和10年）頃にかけて発表した「実録犯罪小説」群の中の一つとしてカテゴライズされる傾向があり、川端自身の自信作であったことから、川端の「実録犯罪小説」の代表的なものとして位置づけられている。「実録犯罪小説」物には、ほかに『「鬼熊」の死と踊子』（1930年）、『それを見た人達』（1932年）、『二十歳』（1933年）、『田舎芝居』（1935年）、『金塊』（1938年）などがある。
しかしながら、川端の「実録犯罪小説」群は、川端文学の主流からみると〈異色を持つ〉もので見逃されがちな傾向があったため、川端自身が1940年（昭和15年）に〈まだ正当な批評を受けてゐないやうに思ふ〉という不満を漏らすなど、本人の自己評価と批評が折り合っていない面があった。
その後も、研究史的にも1967年（昭和42年）の三島由紀夫による『眠れる美女』『片腕』との類縁分析論以外は、長らく論究されていなかった作品であるが、1990年代以降、様々な多様な角度からの研究がなされるようになり、作品の構造を詳細に検討する論や、川端が参考とした実在の事件や記録文献などの解明とそれらの素材との比較論、昭和初期の写真論の問題系の視点からの論などがみられるようになっている。
『散りぬるを』と同年の1933年（昭和8年）に発表された『禽獣』は、川端の後期文学への転換作となり、それを経て『雪国』の世界が築かれていくことになったが、そうした川端の作品史を見る上で、「死」という川端の中心的主題が明確化していった1933年（昭和8年）前後の川端作品の中で、この『散りぬるを』や『それを見た人達』を含めた川端の犯罪小説群の研究の重要度は増している傾向にある。

### 同時代評価
『散りぬるを』が初出雑誌に発表された当時の同時代評価としては、林房雄が、作者（川端）が女の体に対して少年のようなあこがれを持っているのは不思議だと評し、また「好色な作品」とも指摘しつつ、「人間の好色を、このやうな神秘な美しさの中に描き出しうる作家は、世界にも稀であらう」と高評価しながらも、「この作品の中には引用されてゐる辞典の文句などは、たしかに悪い道楽といはねばならぬ。これは、この作者が、しばしばやる手法だが、極言すれば、原稿紙うづめの怠け手段にすぎない。そんな必然性のない夾雑物をすてた腰をすゑた力作を一度みたいものである」として、川端が「睡眠火山」「睡眠口座」「睡眠」などを百科辞典から引いた箇所が要らない部分だとした。そのため川端は、その後の単行本収録の際に林から言われた部分を削除したものとみられている。
他の同時代評価では、初出時の3回「通り魔」について江馬道助が、「人間の心理を色々に装飾に用ひてある文章であつた」が「これは併し文学青年向作品にすぎぬ」と低評価をしている。単行本収録の後では、板垣直子が、「作者は予審調書なるものが、犯人に就いて作りあげられた『小説』にすぎないことを解剖し、本当の真理をこの小説の中に探求してみた。しかし、川端氏の探求そのものも亦、要するに『小説であることを免れないのだ』と作者自身観てゐる」と述べて、三郎の犯行動機が殺意からではなくて「全くのふざけ」が殺しに至る本当の真理と「私」が読み取り、川端の得意な「作品感情」に今一つ欠けるとしつつも、川端の客観文芸の中では「圧巻」だと高評価している。
なお、林房雄の評で、作者が女の体に対して少年のようなあこがれを持っているのは不思議だと言ったことに関して川端は、〈私の意想外の言葉であつただけに反つて、虚を突くものと感服した。全くさうかもしれぬ〉と述べて、恋心が〈命の綱〉の自分ではあるが、〈いまだに女の手を握つたこともないやうな気がする〉と比喩的に語り出し、〈手も握らぬ〉は、女に止まらず〈人生〉や〈現実〉、あるいは〈文学〉もそうなのではあるまいか、として、〈女〉〈人生〉〈現実〉に深くコミットしえない自身の傾向を反省し自己批評している。
ところが手も握らぬは、女に止らないのではあるまいか。人生も私にとつて、さうなのではあるまいか。現実もさうなのではあるまいか。或ひは、文学もさうなのではあるまいか。（中略）私は真実や現実といふ言葉を、批評を書く場合に便利として使ひはしたけれども、その度に面映ゆく、自らそれを知らうとも、近づかうとも志したことはなく、偽りの夢に遊んで死にゆくものと思つてゐる。—川端康成「文学的自叙伝」

### 『眠れる美女』『片腕』との類縁性
三島由紀夫は、川端が『眠れる美女』『片腕』と一緒に旧作の『散りぬるを』を文庫収録したことに触れ、川端がこの3作に対し「一脈相通ずる特色を見出されたからにちがひない」とし、眠っている間に何も知らずに殺された2人の女性を扱った『散りぬるを』が他2作と題材的類縁を持つだけでなく、「小説家といふ『無期懲役人』の業と、現実への純粋な美しい関はり合ひの不可能とをテーマにしてゐる点で、前二篇の解説的な役割をも果たしてゐる」と解説している。
そして、『散りぬるを』の主人公の小説家が、殺された瀧子の遺体の裸体写真を見て、〈彼女のあらはな生命への驚嘆〉を感じる場面における〈生命〉という言葉の独自な使い方に三島は着目しながら、作者の川端にとって〈生命〉とは、「生きてゐても死んでゐてもいい、ひとつの対象に他ならない」と指摘している。
山中正樹は、同時代評価で林房雄から必要ないと言われた箇所を、単行本収録の際に川端が削除してしまった中には、〈睡眠火山〉〈睡眠口座〉の意味の百科辞書からの引用だけでなく、〈睡眠〉をめぐる世親の「阿毘達磨倶舎論」の内容を詳述したものもあることに着目し、川端が大幅削除した理由には、瀧子と蔦子の死の意味づけがその〈仏法の無我の教へ〉に安易に結び付けられるのを避けたことも考えられるものの、その「阿毘達磨倶舎論」の詳述に「作品構成への意志」が看取できるとし、さらには、『眠れる美女』の文庫本収録に際して、川端が『散りぬるを』を一緒に持ってきたことからも、川端自身の『散りぬるを』の位置付けに関する意図が看取できるとしている。

### 〈小説家といふ無期懲役人〉の意識をめぐって
中村光夫は、『散りぬるを』における〈おれは小説家といふ無期懲役人だ〉という一句に触れ、この時代の川端には「その職業の前途に希望を見出し得ぬ幾年かがあったこと」が察せられるとして、「小説の制作にあたって自己の感性しか信じられず、しかもその感性の直接の養い、統一である実生活を、表現の素材にできぬということは、作家にとってかなり辛いことに違いありません」と川端の文学性を指摘しつつ、小説家としての自身の資質の弱点や限界を「自己批評の過剰」によって正確に把握して堪えていたこの時期の川端の意義を考察している。
進藤純孝は、中村光夫の解説を敷衍しつつ、『散りぬるを』で半ば自嘲のように出てくる〈無期懲役人〉〈下根の三文小説家〉という自己批評や〈強い素面を持つことが出来ない〉文学の方法に対して「私」（川端）が「深く辛い懐疑を向けてゐる」としている。
そして進藤は、同時期に書かれた川端の随筆『文学的自叙伝』での〈私が第一行を起すのは、絶体絶命のあきらめの果てである。つまり、よいものが書きたいとの思ひを、あきらめ棄ててかかるのである〉という一節を引きながら、中村が川端文学の表現の特色を「自分を表現しようとせず、自分の興味を持った対象に直接読者を触れさせようとする手法」と指摘しその手法が単なる描写の技巧ではなく川端の「小説の美学」から来ていると説いたことと、「小説の制作にあたって自己の感性しか信じられず、しかもその感性の直接の養い、統一である実生活を、表現の素材にできぬということは、作家にとってかなり辛いこと」と解読したことに触れて、その「かなり辛いこと」が〈強い素面〉をあきらめた「絶体絶命の筆が選びとつた逃道に通じて」いたのではないかとし、その川端の辛さはこの時期だけでなく「生涯につきまとつたのだと思はれる」と述べている。
片山倫太郎は、『散りぬるを』の「私」が小説家の見識から訴訟記録などを〈山邊三郎とその訊問者との合作の小説〉と認定し、その〈合作の小説〉である記録を真実と見なしている法官らを自身よりも下位に置くと同時に、〈無限な豊富な世界〉への〈誘惑にはつかまるまい〉と努める「私」が持つ、「リアリティーにおける陥穽に人一倍敏感な小説家の、自身の手つきへの自覚」も作中で表明されながらも、その「自覚」のため、「私」が何事も確信をもって語れずに自身の著述も〈夢〉だと語らざるを得ないことを分析しながら、〈おれは小説家といふ無期懲役人だ〉という一節については、「小説家もまた、殺人の光景を語れない被告人と同等の位置にあるという自嘲」であり、〈無期懲役〉とは「言葉が事実あるいは現実に永遠に到達しないことの比喩」だとしている。
また片山は、「私」が訴訟記録の虚構性を見破りつつも予備終結決定書の〈大胆な簡略さに頭を下げ〉る姿勢にも、法官に対し素直に犯行を認める被告人の姿と重なる「被告人とのアナロジー」があるとし、なぜそうした意識が「私」（川端）に生れているのかを探りつつ、作中で語られている〈われわれの作品は強い素面を持つことが出来ない〉〈文学の意味ありげなこと、したりげなことは、すべて感傷の遊びかもしれない〉という文言から「文学の無力感」の潜在を看取できるとし、この時期の川端が小説家の危機意識として自身の「生」（ヴァレリーの言う、小説世界と現実世界を連接させるために小説家の創作力に必須の「生きる能力」）の衰弱を強く意識し「小説と現実世界との連接」という問題を抱えていた転換期であった点などと併せて考察している。
ドナルド・キーンは、同時期に川端が発表し虚無主義を前面に打ち出した『禽獣』の終り方を、日本の古典によくある「余韻を漂わせている」終り方だと解説した流れで、川端が自身の作品に完結したものが稀で未完作が多いことを〈連想の流れに従ひがちな私の作風のせいばかりでなく、懶惰のゆゑは勿論ながら、私が第一行を起すのは、絶体絶命のあきらめの果てである〉と『文学的自叙伝』で語っていることに触れて、その「陰惨ともいうべき」川端の心理と、『散りぬるを』での〈おれは小説家といふ無期懲役人だ〉を考え合わせると「川端文学の中に書きかけの作品、構想だけで幻に終わった作品の異常に多い理由も、おのずと明らかになってくる」と考察している。
守本もえは、随筆『末期の眼』の中の一節で川端が語る〈神のありがたさ〉の概念を鑑みながら、『散りぬるを』の「私」がこの殺人事件に、〈いろんなしたりげな意味〉を付け、彼女たちが意味なく殺されたゆえの美しさを表現できず、〈広大無辺のありがたさ〉も仰ぐこともできないために、〈三人の生活になんの関係もないもの〉〈この一つの行為だけが、ぽかりと宙空に浮んだもの〉〈根も葉もない花だけの花、物のない光だけの光〉という風に書けなかった〈三文小説家〉の自身を〈おれは小説家といふ無期懲役人だ〉と自嘲する点を、川端が2年後の文芸時評で〈私のやうな時評常習犯人は〉と自身を揶揄する批評のあり方とも一致するとしている。

### 川端の小説作法論・言語観の表明として
新城郁夫は、「多層な語りの切り結び」から成る『散りぬるを』を、「一旦事実として完成した記述（訴訟記録）の戦略的な読み換えを通して新たな《小説》を顕現させようと」した作品だとした上で、作品の中に小説の方法を密かに忍び込ませた《小説》論としての小説だと解読し、〈合作の小説〉（訴訟記録）に対する「私」の言及が、「私」が自ら綴りつつある「私」の小説へと反転していく過程を分析している。
新城は、訴訟記録を捏造（虚構化）する三郎が〈変質者〉だったという、法の立場からの犯罪における〈必然〉性に対して、「私」が、曖昧な三郎の自白に基づく新たな小説へと読み換えるために「生への〈媚び〉」〈愛への媚び〉が彼の犯行を招いたものとし、その「生への〈媚び〉」に〈底抜けの寂しさ〉を見つけ出し、一方の瀧子と蔦子には〈睡眠〉を見つけ出すことによって、3人の新たな〈必然〉（〈必然の橋〉）を構築しているとしている。そして、その「私」が施すそうした偶然の必然化では、「意味づけ」が施されるやいなや第三者的な反省視点の自己言及による相対化で曖昧にはぐらかされるが、その〈偶然〉と〈必然〉の間を揺れる曖昧な話中には、訴訟記録の法の言葉では隠蔽され見えなかった三郎の〈人生への愛着〉や、瀧子の死体写真から放たれる〈生命への驚嘆〉といった非在のリアリティーが内在していると考察している。
仁平政人は、作中で「私」が語っている〈所詮すべての言葉も無期懲役といふ刑罰も同じやうな遊びなら〉という思考と、訴訟記録や精神医学言説の持つ小説性を絶えずあぶり出してその読みかえを試みる「私」の語りが明瞭に対応しているとして、その意味からは、事件の「真相」を究明する目的を持つ「探偵小説」への批判性が看取可能な、「目的論的な思考を解体するような性格」を、他の川端の実録犯罪小説と同様に『散りぬるを』も有していると解説している。ただし仁平は、『散りぬるを』の重要な点を、「私の小説」（「私」の思考）が訴訟記録に対して批判的な位置に立ち続けるのではなく、語り手の「私」が、訴訟記録を三郎や法官らの〈小説〉だと見なすと同時に「私」の小説もまたそれと複雑に絡み合い、それに負うところが多い形で成り立っていく構造だとして、訴訟記録に対する「私」の評価や態度の様々な反転は、「流動的に生成・変化していく思考の様相を形象化するもの」と捉えている。
そして訴訟記録も精神鑑定書も文学もすべてが〈人間わざ〉（人為的な虚構）という並列で置かれている点や、川端が〈代作〉ということに関して〈私たちの作品で代作ならざるものはない〉〈表現の具の言語そのものからして（中略）他人の代作を利用してゐるにすぎない〉という評論を同時期に発表していた点に仁平は着目しつつ、「文学作品を形づくる言葉が、常に他者の言葉の引用＝反復」であることを川端が示唆していることから、『散りぬるを』の主題を「現実」というものを形づくる「言葉＝虚構」の次元を前景化していく点にあるとして以下のように考察している。
山中正樹は、川端が抱いていたと思われる「世界観や言語観」を体現したものが『散りぬるを』であり、そこで表現された「世界観や言語観」は、「第三項」（「主体」「主体の捉える客体」「客体そのもの」の三項の原理で捉える、田中実の文学理論中の概念）と重なり合うとして、語り手の「私」の意識に、死者と生者、過去と現在との差異がほとんどなく、他の〈正気〉と〈狂気〉、〈必然〉と〈偶然〉、〈記録〉と〈記憶〉といった二項対立概念も差異が無化されていく仕掛けの流れの中、近代科学的な認識に基づく価値観や世界観が相対化され、その相対化さえも無化されながら、最終的にはその認識を生み出している「私」の意識も「私」自身によって否定されている作品世界を分析している。
そして山中は、三島由紀夫が『散りぬるを』の主題を「小説家といふ『無期懲役人』の業と、現実への純粋な美しい関はり合ひの不可能とをテーマにしてゐる」と指摘したものが川端の世界観を的確に言い当てているとして、その「関はり合ひの不可能」性は、「客体そのもの」には絶対触れ得ないことであり、さらに川端には生者も死者も同じ〈生命〉で変わりないという死生観・世界観があるだけでなく、「語ること」そのものが相対化され、言葉の力そのものが無化されることを自覚していたことを、〈事実もまた、少しく凝視すれば、現実と云ふものは底抜である〉と述べていた川端の論『表現に就て』（1926年）などを引きつつ考察し、川端が「世界や現実は、感覚で捉え言語化した瞬間に、そこから零れ落ちていってしまうものであること」を知悉していたと解説している。

### 多層的な〈眼〉〈目〉・客観視の姿勢をめぐって
守本もえは、『改造』初出時の第一回「散りぬるを」の末尾の削除された部分の、殺された2人が三郎を信じ切り最後まで〈たはむれ〉だと思っていたという三郎の自白に基づく導きに、語り手の「私」がそれを三郎の〈虚妄とのみ〉考えず、〈殺人者の美しい真実とも見る〉という以下の一節と、その中で出てくる〈第三者の意地悪い目〉に着目し、この削除された一節に「全体を貫く主題が存在していた可能性」を提起し、作品全体の中で様々に登場する視点である〈刑法とはまた別の眼〉〈曇らぬ眼〉、〈神の目ならぬわれら〉などに触れつつ論考している。
色恋沙汰の殺人ではなかつた。親戚づきあひの近しさでもなかつた。しかもほんのじやうだんの果てに、絞め殺されて、息が切れるまでも、娘達は山邊三郎を憎んだ風がない。裏切らなかつた。親しみを失はず、信じきつてゐたかのやうだ。殺されるとは知らなかつた。たはむれだと思つてゐた。
しかし私は必ずしもこれを山邊三郎の虚妄とのみ考へるのではない。殺人者の美しい真実とも見るのだけれどもそこに第三者の意地悪い目を迎へるならば、第三者がたとへ天であらうとも、私は自分が嘲けられてると、その目に向つて――。—川端康成「散りぬるを」（改造 1933年11月号）、削除部分
この〈第三者の意地悪い目〉が何なのかを探る過程で守本は、〈刑法とはまた別の眼〉〈曇らぬ眼〉とは、刑法ではない小説家の「私」の視点であることと、三郎の殺人心理を〈誰が文学で飾つてやるものか〉という意志を持っていた〈私の意地悪さ〉の点から、当初は「私」が他者に対し〈第三者の意地悪い目〉を向ける存在であったが、5年を経て再び三郎や刑法に対し第三者の視点に立とうとする「私」の手記が、三郎と裁判官の〈合作の小説〉である公判記録を基にして次第に三郎の心理と「私」を同一化し、自身の中に三郎を見出す「私」の〈小説〉になっていくことで自問自答に陥り、「私」自身も超越的な〈天〉から第三者の視線を向けられる存在、「私」を客観視する自身の中の〈悪魔〉から嘲笑される感覚に変容していく「視線」を考察している。
また守本は、「私」が思わず〈目〉をそむけた瀧子の死体の臨検写真を思い出して、そこに〈彼女のあらはな生命への驚嘆〉を内心感じていたことを自覚する場面で、〈感情のない機械の方が神の目で見るのであらうか〉と語り、写真機が〈こんなむれるやうな生命〉を捉えたことに〈不思議でたまらなかつた〉と言う「私」には、瀧子に客観的な〈第三者〉の目を向けきれない自身への動揺が示されているのではないかとしている。
片山倫太郎は、「私」（川端）が聴取書の細かな差異の詳細にこだわり検討する所作が「ある不気味な迫力をもって作品の基調をなしている」とし、さらに「自身の手つきへの自覚」からくる過度な抑制が自らの〈夢〉へ、あるいは「グロテスクなところ」への方向へと筆を運ぶまいとする慎重さになり、「文献に対して忠実であろうと努める姿勢」もその一つの現れだとして、その抑制が逆に「私」の志向する〈瀧子と蔦子との面影〉や〈女の寝息〉が読み手に印象づけられてしまって、〈虚しい夢〉という自覚の言葉が、「逆説的に〈女の寝息〉に妖しい輪郭」を付与し、〈生命〉という川端独自の言葉にも、「自覚と抑制の逆説的な効果」によって「リアリティー」が付与されていると考察している。
そして片山は、「私」が〈女達の生命との滅びにつられて、いつしよに消えて行つた〉自身の〈生活力〉を認識し、生の衰弱の意識の中にある「私」の眼が、瀧子の裸の死体写真に現れた〈生命〉を捉える点にも着目し、その眼は川端の同時代の随筆で語られる〈末期の眼〉の具現の一つだとして、「生命の枯渇と末期の眼と、それから小説家であることの崩壊が、一つらなりの現象であるという認識」が『散りぬるを』では示され、その問題意識が川端の中に顕在化していたことが看取できると解説している。

### 横光の「純粋小説論」の偶然概念との関連性をめぐって
真銅正宏は、横光利一が1935年（昭和10年）4月に提唱した「純粋小説論」における偶然概念を検証する論中で、横光の「純文学にして通俗小説」という「純粋小説」の定義に、この川端の『散りぬるを』が当てはまる先行作品とみなし、横光・川端を含めた作家陣による同年6月の座談会の中で、三木清が私の自意識と偶然性とがどのように関わるのかという、偶然性と虚無、創造の関係性が話題になった際に横光が川端の随筆『末期の眼』を唐突に思い浮かべた思考などから、横光が川端文学の裡に自身の理論との「近接性への信頼感」を持っていたのが看取できるとしている。そして『改造』の第一回初出時の「散りぬるを」末尾の一節の削除部分における、瀧子と蔦子の三郎への視線、三郎自身の殺人者としての視線、第三者の視線、「私」の視線、といった様々な層の「視線」のいずれかが、川端の〈末期の眼〉と繋がることが容易に推察されることを挙げている。
さらに、作品の序盤で語られている〈狂気と正気〉〈必然と偶然〉に対する「私」の考え方や、殺人を〈必然〉の結果として認定しようとする裁判官に対する小説家（「私」）の対抗的な〈うぬぼれ〉や文学の中にある〈感傷のあそび〉への言及など、公判記録と小説との対比の問題からも、偶然性に親和を持つ小説の特性が語られ、この1年5か月後に横光が理論化した「純粋小説論」の具体的例示がそこに看取できると真銅は解説している。
ただし同時に『散りぬるを』では、公判記録自体も結局は〈山邊三郎の小説〉であり、三郎の小説の〈伏兵〉である〈警察官も裁判官も、この小説の作者〉という結論になることから、殺人の真相を客観的に文章化しようとしても、そこに「創作」が入り込むことは避けられず、文章と現実世界とは区別されるべきものであることが暗に主張され、そこには「リアリズム小説の虚妄」を暴いている点もあると真銅は考察し、また、「小説に於ける偶然と必然の概念」を、さらに小説家の〈感傷〉という言葉で川端が説明し直している自問自答の場面に触れて、この作品が「偶然と必然との問題」に関わる「小説か現実かの対比項」を考えなければならないことを指摘している。

### 川端の女性像から
進藤純孝は『散りぬるを』の瀧子と蔦子と「私」との関わりには、同年の短編『寝顔』同様に、川端がカジノ・フォーリーから引き抜いて洋舞（バレエ）を習わせた人気踊子の梅園龍子、あるいは他の踊子たちとの「まるで小鳥とでも戯れてゐるやうな不思議なかかはり」が写し出されていると考察している。
栗原雅直は、川端が1972年（昭和47年）4月に自殺する直前に、岡本かの子を讃辞する文章（岡本かの子の全集に対する序文）を書いている途中だったことに触れ、その文章で川端が岡本の作品に非常に感情移入し、彼女の作品の女人を〈永遠の恋人と母性の象徴〉〈高貴で豊潤な美女〉だと崇めている点から、その母性のイメージに喚起されて死に赴いたのではないかと林房雄が指摘したことを敷衍しつつ、ユングの精神分析学の集合的無意識に由来する「太母」（グレイト・マザー）の概念が川端文学を解く鍵の一つであるとしている。
そして栗原は、川端の諸作に散見される「閃光につつまれた慈母の姿」を挙げて、川端が〈火事見物〉や焚き火を見るのが好きだったことや、初孫の女児に「あかり」（灯）と名づけたこと、関東大震災の火事の際に伊藤初代が無事であるか探し求めた川端にとって初代は母の「亡き母の代理者」だったことなどを推察し、川端文学にとって重要な「焔火につつまれた美女」が「死と再生のイメージ」と深く関わることを精神分析的に解説しつつ、「死と深い眠りの類縁性」が看取される『散りぬるを』の中でも「眠りあるいは死において清楚な娘が放つ光芒」が描かれているとして以下の一節を引いている。
寝床を並べた瀧子が殺され、自分が手足を縛られ、猿轡され、目隠しされ、絞め殺されながら、蔦子が声も立てず、さからはなかつたのは、この事件中最も奇怪なことで、若い娘の寝入りばなの深い眠りと言へばそれまでにしろ、清楚な彼女の肉体が命をかけて放つた、妖艶な光芒と凄くなるのだが、……—川端康成「散りぬるを」

## おもな刊行本

### 単行本
- 『禽獣』（野田書房、1935年5月20日） 限定800部 NCID BN08993737
  - A5判。函入。本文・外装ともに総和紙装。
  - 収録作品：「散りぬるを」「禽獣」
- 『花のワルツ』（改造社、1936年12月27日）
  - 菊版変形桝形函入。題簽：川端康成
  - 収録作品：「散りぬるを」「童謡」「田舎芝居」「花のワルツ」
- 文庫版『眠れる美女』（新潮文庫、1967年11月25日。改版1991年8月30日）
  - カバー装幀：平山郁夫。解説：三島由紀夫
  - 収録作品：「眠れる美女」「片腕」「散りぬるを」
- 文庫版『水晶幻想／禽獣』（講談社文芸文庫、1992年4月3日）
  - 装幀：菊地信義。解説：高橋英夫
  - 収録作品：「青い海黒い海」「春景色」「死者の書」「水晶幻想」「抒情歌」「それを見た人達」「禽獣」「散りぬるを」

### 選集・全集収録
- 『川端康成選集第4巻 水晶幻想』（改造社、1938年6月19日） - 全9巻本選集
  - 装幀：芹沢銈介（愛蔵版）、林芙美子（並製版）。付録：川端康成「第4巻あとがき」
  - 収録作品：「禽獣」「抒情歌」「死体紹介人」「女学生」「むすめごころ」「イタリアの歌」「散りぬるを」「水仙」「落葉」「花のある写真」「水晶幻想」
- 『新日本文学全集第2巻 川端康成集』（改造社、1940年9月14日）
  - 付録：川端康成「あとがき」、「年譜」
  - 収録作品：「虹」「高原」「十六歳の日記」「温泉宿」「花のワルツ」「禽獣」「散りぬるを」「童謡」「戸隠の巫女」「むすめごころ」「抒情歌」「浅草の九官鳥」
- 『川端康成全集第5巻 虹』（新潮社、1949年3月20日） - 全16巻本全集
  - 装幀・題簽：安田靫彦。四六判。厚紙装カバー附。口絵写真1枚。付録：川端康成「あとがき」
  - 収録作品：「虹」「真夏の盛装」「それを見た人達」「結婚の眼」「浅草の九官鳥」「隠れた女」「浅草の姉妹」「慰霊歌」「散りぬるを」
- 『川端康成選集第3巻 雪国』（新潮社、1956年2月25日） - 全10巻本選集
  - 装幀・題簽：町春草。小形B6版函入。口絵写真1枚。
  - 収録作品：「雪国」「イタリアの歌」「童謡」「死体紹介人」「散りぬるを」
- 『川端康成全集第3巻 禽獣』（新潮社、1960年5月31日） - 全12巻本全集
  - 菊判函入。口絵写真2葉：著者小影、凍雲篩雪（浦上玉堂）
  - 収録作品：「それを見た人達」「浅草の九官鳥」「慰霊歌」「化粧と口笛」「二十歳」「寝顔」「禽獣」「散りぬるを」「夢の姉」「虹」
- 『川端康成全集第3巻 禽獣』（新潮社、1969年9月25日） - 全19巻本全集
  - カバー題字：松井如流。菊判変形。函入。口絵写真2葉：著者小影、金銅三鈷杵
  - 収録作品：「それを見た人達」「浅草の九官鳥」「慰霊歌」「化粧と口笛」「二十歳」「寝顔」「禽獣」「散りぬるを」「夢の姉」「虹」
- 『川端康成全集第5巻 小説5』（新潮社、1980年5月20日） - 全35巻本・補巻2全集
  - カバー題字：東山魁夷。四六判。函入。
  - 収録作品：「化粧と口笛」「二十歳」「寝顔」「禽獣」「父母への手紙」「隠れた女」「広告写真」「散りぬるを」「扉」「姉の和解」「田舎芝居」「童謡」「イタリアの歌」「これを見し時」「虹」「父母」「夕映少女」